# Szamara (Dnyeper)
A Szamara (ukránul: Самара) a Dnyeper folyó bal oldali mellékfolyója a Dnyepermelléki-alföldön. 320 km hosszú, vízgyűjtő medencéje 22 600 km².
Nagyobb mellékfolyói:
- Bik (Бик): 108 km, vízgyűjtő medencéje 1400 km².
- Kilcseny (Кільчень): 116 km, vízgyűjtő medencéje 900 km².
- Vovcsa (Вовча): 323 km, vízgyűjtő medencéje 13 300 km².